# Kenhorst
Kenhorst è una borough degli Stati Uniti d'America, nella contea di Berks nello Stato della Pennsylvania. Secondo il censimento del 2000 la popolazione è di 2.679 abitanti.

## Società

### Evoluzione demografica
La composizione etnica vede una maggioranza della razza bianca (95,86%), seguita da quella asiatica (1,61%) dati del 2000.
| borough di Kenhorst Popolazione |       |
| 2000                            | 2.679 |
| Stima al 2009                   | 2.657 |